# Chambre de commerce et d'industrie de région Centre-Val de Loire
La chambre de commerce et d'industrie de région Centre-val de Loire a son siège à Orléans.

## Mission
À ce titre, elle est un organisme chargé de représenter les intérêts des entreprises commerciales, industrielles et de service de Centre et de leur apporter certains services. Elle mutualise et coordonne les efforts des 6 CCI de Centre-Val de Loire.
Comme toutes les CRCI, elle est placée sous la tutelle du préfet de région représentant le ministère chargé de l'industrie et le ministère chargé des PME, du Commerce et de l'Artisanat.

### Service aux entreprises
- Création, transmission, reprise des entreprises ;
- Innovation ARIST ;
- Formation et emploi ;
- Services aux entreprises ;
- Observatoire économique régional ;
- Études et développement ;
- Aménagement et développement du territoire ;
- Environnement et développement durable ;
- Tourisme ;
- Appui aux entreprises du commerce ;
- Performance industrielle ;
- Appui à l’international ;
- Emploi et développement des compétences ;
- Intelligence économique ;
- Appui aux mutations ;
- Services à la personne.

## CCI en faisant partie
- chambre de commerce et d'industrie du Cher
- chambre de commerce et d'industrie d'Eure-et-Loir
- chambre de commerce et d'industrie de l'Indre
- chambre de commerce et d'industrie Loir-et-Cher
- chambre de commerce et d'industrie du Loiret
- chambre de commerce et d'industrie de Touraine

## Pour approfondir